# Odontocolon canadense
Odontocolon canadense är en stekelart som först beskrevs av Léon Abel Provancher 1877.  Odontocolon canadense ingår i släktet Odontocolon och familjen brokparasitsteklar. Inga underarter finns listade i Catalogue of Life.